# 新居浜市立大生院小学校
新居浜市立大生院小学校（にいはましりつおおじょういんしょうがっこう）は、愛媛県新居浜市にある公立小学校。新居浜市立大生院中学校に隣接している。

## 沿革
- 1875年（明治8年） - 設立

## 周辺
- 愛媛県立新居浜高等技術専門校
- 愛媛県総合科学博物館
- 国道11号
- 中萩駅
- 渦井川

## 通学区域が隣接している学校
- 新居浜市立中萩小学校
- 新居浜市立惣開小学校
- 西条市立玉津小学校
- 西条市立飯岡小学校
- 西条市立大町小学校